# ۵۹۳ (قمری)
۵۹۳ (قمری)، پانصد و نود و سومین سال در گاهشماری هجری قمری است. اول محرم این سال برابر با اول دسامبر سال ۱۱۹۶ میلادی است.